# Бюро журналістських розслідувань (Лондон)
Бюро журналістських розслідувань (англ. Bureau of Investigative Journalism; скорочено TBIJ або просто "Бюро") - неприбуткова новинна організація, що базується в Лондоні. Заснована 2010 року і проводить розслідування, які «викликають публічний інтерес», та фінансується за рахунок благочинності. Бюро співпрацює з видавцями та власниками телерадіокомпаній, щоб максимально поширити вплив власних розслідувань. З моменту заснування Бюро співпрацювало з такими передачами, як «Шаблон:Нн», «Ньюзнайт» і «Файл-он-4» компанії Бі-Бі-Сі, Новини 4-го каналу 4 та Діспетчез компанії Ченнел-фор, а також газетами «Файненшл таймз», «Дейлі телеґраф» та «Санді таймз» та іншими. Бюро висвітлювало широкий спектр подій і здобуло численні нагороди, зокрема, за висвітлення війн між дронами та розслідування звинувачень у вбивстві "об'єднаного товариства". Його головна редакторка - Рейчел Олдройд. 

## Історія
2010 року Бюро заснували колишня репортерка газети Санді-таймз Елейн Поттер, яка працювала над викриттям скандалу з талідомідом, зі своїм чоловіком Девідом Поттером, засновником компанії з розробки програмного забезпечення Psion. Початкове фінансування проекту, в розмірі 2 млн. фунтів стерлінгів, надав благодійний фонд Поттерса. Одним із джерел натхнення Елейн називає  неприбуткову організацію ProPublica, створену за два роки до того, що базується в Нью-Йорку, діє з подібною місією, й також фінансується за рахунок благочинності. 
Додаткова підтримка надійшла від Міського університету Лондона, що надав приміщення під офіс, а також від компанії Google, яка надала програмне забезпечення та провела навчання. 
Напередодні початку роботи виконувачем обов'язків редактора був Стівен Ґрей, до того як першим постійним головним редактором став Ієн Овертон. 
У грудні 2012 року Крістофер Гірд, колишній редактор команди Інсайту (Санді-таймз), змінив Ієна Овертона на цій посаді, а 2014 року головною редакторкою стала Рейчел Олдройд. 

## Відомі розслідування

### Рейд США на Яклу (Ємен)
29 січня 2017 року Сили спеціальних операцій США провели операцію в селі Якла, район Кіфа, провінції Аль-Байда в центральному Ємені. Це був перший рейд, санкціонований президентом Дональдом Трампом. Американські військові спочатку заперечували наявність жертв серед мирного населення, але пізніше заявили, що ведуть розслідування, чи вони були. У ході розслідування, проведеного Бюро на місці, було виявлено, що загинуло 9 дітей віком до 13 років, а наймолодшою жертвою стала тримісячна дитина. Окрім дев'яти дітей, також було вбито одну вагітну жінку. Ґардіан, Ньюзвік та багато інших ЗМІ підхопили цей сюжет. 

### Операції агентства "Bell Pottinger" в Іраку
2 жовтня 2016 року Бюро, у співпраці з газетою Санді-таймз, повідомило, що Пентагон заплатив британському PR-агентству "Bell Pottinger" $ 540 млн. за створення фальшивих відео про терористів, фейкових статей для арабських інформаційних каналів та відео з пропагандою. 
Розслідування Ебіґейл Філдінґ-Сміт та Крофтона Блека викрили деталі цієї багатомільйонної операції. З травня 2007 року по грудень 2011 року, згідно з Таймз і Бюро, Міністерство оборони США заплатило агентству Bell Pottinger за п'ять контрактів . Лорд Белл підтвердив, що агентство Bell Pottinger доповіло Пентагону, ЦРУ та Раді національної безпеки США про свою роботу в Іраку. 

### Смерть від стійкості до антибіотиків
Бюро продовжує розслідувати загрозу, викликану бактеріями стійкими до антибіотиків. У грудні 2016 року Мадлен Девіс, у співпраці з газетою Санді-телеґраф, виявила, що супербактерії вбивають щонайменше вдвічі більше людей, ніж за оцінками уряду. У жовтні 2016 року Ендрю Васлі, працюючи з Ґардіан, виявив, що свинина, інфікована метицилін-резистентним золотистим стафілококом, продається в мережах супермаркетів Asda та Sainsburys. 

### Таємна війна дронів
Бюро моніторить людські втрати внаслідок ударів дронів у Пакистані, Ємені та Сомалі. У Ємені та Сомалі ці цифри також включають жертви внаслідок ударів дронів, авіаударів, ракетних ударів і наземних операцій. На відміну від інших організацій, що відстежують такі випадки загибелі, Бюро зосереджується на визначенні смертельних випадків серед невійськових, включаючи дітей. Дані цього дослідження опубліковані в Інтернеті. 2013 року Джек Серле став одним із трьох репортерів Бюро, що виграли премію Марти Ґеллгорн в галузі журналістики за "їхнє дослідження дронових воєн Барака Обами та їх наслідків для цивільних осіб".

### Бінарні опціони
Серія статей 2016 року авторства Мелані Ньюман викрила "справжніх вовків з Волл-стріт", що були учасниками шахрайства з бінарними опціонами. За даними глави кримінального відділу Національного бюро розвідки шахрайства, детектива-головного інспектора Енді Файфа, це найбільше шахрайство, яке нині здійснюється проти британських об'єктів. Щодня поліція отримує в середньому два звіти про шахрайства з бінарними торговими опціонами, а пересічний інвестор втрачає 16 тис. фунтів стерлінгів. Файф описав це як "лише вершину айсберга", тому що про більшість шахрайств не повідомляють у поліцію, оскільки шахраї зазвичай перебувають за кордоном. 

### Об'єднане товариство
У лютому 2016 року Верховний суд Великої Британії постановив, що закон про «об'єднане товариство» у справах про вбивство, який дозволяє пред'явити звинувачення декільком особам в одному й тому ж злочині, хоча вони, можливо, відігравали в ньому зовсім різні ролі, був неправильно витлумачений. Це сталось після тривалого розслідування Бюро про об'єднане товариство. Бюро виявило, що чорношкірих британців більш ніж утричі частіше засуджують до довічного ув'язнення за звинуваченням в об'єднаному товаристві, ніж усіх інших ув'язнених. Троє репортерів Бюро, включаючи Мейва Маккленагана, отримали нагороду Ради адвокатів за юридичний репортаж у 2013-14 роках за висвітлення цього випадку. 

### Мільйони, украдені в Європи
Це розслідування, у співпраці з Файненшл таймз, про те, як використали структурні фонди Європейського Союзу, й чи така політика досягла поставлених цілей. Виявилось, що організовані злочинні синдикати виводили мільйони євро, і ці гроші використали для підтримки багатонаціональних корпорацій замість малих та середніх підприємств, включаючи фінансову допомогу для тютюнової фабрики British American Tobacco. Бюро, спільно з компанією Бі-Бі-Сі, створило про цю історію серію програми «Файл на 4» яка отримала Європейський приз за репортаж Університетської асоціації сучасних європейських студій (UACES).

### Прихований вплив лобіювання
Фірма зі зв'язків з громадськістю Bell Pottinger була в центрі операції з прихованою зйомкою Бюро, історію про яку опублікувала газета Індепендент. У кадрі вище керівництво запевняє, що може організувати розмову прем'єр-міністра Великої Британії Девіда Камерона з китайським прем'єром від імені одного з їхніх клієнтів протягом 24 годин, і що у них є команда, яка "сортує" негативне висвітлення у Вікіпедії. 
Згодом агентство Bell Pottinger поскаржилось у Комісію з розгляду скарг щодо преси на це розслідування, проте скаргу відхилили. 

### Смерть у поліцейському відділку
Розслідування у співпраці з газетою Індепендент виявило, що кількість людей, яка померла у поліцейському відділку, після примусового затримання, була вищою, ніж в офіційних даних. Причиною стало виключення кожного, хто помер після затримання, але на той час не був офіційно заарештованим. Бюро також повідомило про свої висновки на Бі-Бі-Сі в серії програми Файл-он-4. 
Цей репортаж отримав Нагороду ГО "Міжнародна амністія" в галузі медіа. 

### Журнали війни в Іраку
Журнали війни в Іраку - це 391 832 засекречених польових звіти армії США, що потрапили на сайт WikiLeaks через витік. Перш ніж опублікувати їх у повному об'ємі онлайн, він поділився ними з багатьма інформаційними організаціями, включаючи Бюро. Бюро працювало разом з каналами Аль-Джазіра  та Channel 4, щоб проаналізувати документи, які детально описують катування, страти без суду та військові злочини, здійснені армією США. 
Репортажі Бюро отримали Нагороду ГО "Міжнародна амністія" в галузі медіа. 

## Критика

### Ньюзнайт і звинувачення МакЕлпайна
Бюро зазнало серйозної критики після інциденту Ньюзнайт МакЕлпайна, який стався в листопаді 2012 року. Програма Бі-Бі-Сі-Ньюзнайт транслювала розслідування скандалу про насилля над дітьми у Північному Вельсі. Репортаж вів Анґус Стіклер, якого Бюро відрядило в Бі-Бі-Сі. У своєму репортажі Стіклер стверджував, що відомий, але неназваний, колишній політик-консерватор змушував дітей до сексу в 1970-х роках. Користувачі мережі Twitter та інших соціальних мереж одразу ж подумали, що це Лорд МакЕлпайн. Після того, як газета Ґардіан написала, що це припущення помилкове, Лорд МакЕлпайн оприлюднив рішуче заперечення. Обвинувач безумовно й щиро вибачився, визнавши, що як тільки він побачив фотографію тієї людини, то зрозумів, що помилився. Пізніше того ж дня Генеральний директор компанії Бі-Бі-Сі Джордж Ентвістл подав у відставку. Головний редактор Бюро Ієн Овертон та Анґус Стіклер також подали у відставку. 